# Parti libéral suisse
Le Parti libéral suisse (PLS) (en allemand  Liberale Partei der Schweiz (LPS), en italien Partito liberale svizzero (PLS), en romanche Partida liberal-conservativa svizra (PLC)) était un parti politique suisse fondé le 8 octobre 1913. Il fusionne au 1er janvier 2009 avec le Parti radical-démocratique (PRD) donnant ainsi naissance à l'actuel Parti libéral-radical (PLR).

## Historique

### Origines
Les mouvements libéraux en Suisse trouvent leurs origines dans le contexte historique suivant la chute de l'Empire napoléonien en 1815. Les Cantons suisses connaissent la période de la Restauration entre 1815 et 1830 et renouent avec une autorité conservatrice qui souhaitent revenir aux institutions de l'Ancien Régime. Une bourgeoisie libérale, héritière des révolutionnaires à la tête du pays sous la République helvétique et l'Acte de Médiation, va s'opposer aux gouvernements conservateurs dans plusieurs cantons. En 1830, les libéraux parviennent à prendre le pouvoir dans plusieurs cantons et participent à de nombreuses réformes et à la modernisation du pays. Cependant, ces autorités, alors acquises aux principes de liberté et de démocratie participative, souffrent d’impopularité à cause de leur élitisme. L'aile gauche des libéraux, les radicaux, favorable à une démocratie intégrale et opposée à l'élite gouvernante, fait sécession en 1845 et prend le pouvoir dans le pays en 1848. Les deux mouvements entrent dans une phase de d'opposition jusqu'à la fin du XIXe siècle. Ils se rapprochent à nouveau avant la fin du siècle afin de s'unir face à la montée des mouvements socialistes en Suisse. Cette alliance se perpétue durant les décennies suivantes, même si des ruptures réapparaissent à certaines occasions comme lorsque les radicaux se rapprochent des socialistes à partir de 1946.

### Création du parti
Les libéraux se situent tout d'abord principalement dans la même lignée que les radicaux et le Parti radical-démocratique qui sera créé en 1892. Après 1848 et la création de l'État fédéral, les libéraux font scission des radicaux dont le positionnement est plus étatiste et moins conservateur. Dès 1850, les libéraux perdent le poids électoral leur permettant de participer au gouvernement. Les députés restants à l'Assemblée fédérale forment en 1893 un « groupe libéral-démocratique », et occupent, en 1911, 13 sièges au Conseil national auxquelles s'associent deux conservateurs protestants du canton de Berne et 3 libéraux-conservateurs. Les libéraux souffrent d'un manque d'infrastructure et de profondes divergences politiques au sein de leur groupe très hétérogène. Le 7 octobre 1913 voit officiellement le jour, lors d'un congrès libéral suisse, un parti national sous le nom de « Parti libéral démocratique ». Il est formé à la base de neuf associations cantonales. La plupart d'entre-elles ne parviennent cependant pas à fédérer et sont alors dissoutes ou absorbés par les différents partis conservateurs ou radicales ; seul subsistent alors les sections vaudoise, genevoise, neuchâteloise et de Bâle-Ville. En 1961, le parti change de nom et se rebaptise « Union libérale démocratique », avant de prendre définitivement le nom de « Parti libéral suisse » en 1977.

### Implantation et fusion
Il est dès lors majoritairement implanté dans les cantons romands protestants de Neuchâtel, Vaud et Genève ainsi qu'à Bâle-Ville. Dans les années 1960 le parti essaya d'élargir sa base au-delà de ces 4 cantons : de 1961 à 1977, il prit le nom d'Union libérale-démocratique, afin d'attirer des membres individuels venant d'autres régions. Le développement en Valais fut le seul réellement fructueux.
Des sections existèrent aussi en Valais, où il possédait quelques députés au Grand Conseil, à Fribourg, et à Zurich.
Le 25 octobre 2008, le Parti Libéral Suisse a approuvé sa fusion au niveau fédéral avec le Parti radical-démocratique pour former dès janvier 2009, le Parti libéral-radical.
À la suite de la fusion nationale, trois sections indépendantes continuèrent d'exister dans trois cantons où le PLS était électoralement puissant, à savoir à Bâle-Ville, à Genève et dans le canton de Vaud, là où la fusion des sections cantonales du PLS et PRD avait soulevé les plus vives critiques.
À Genève, le 24 mai 2011, le Parti Libéral Genevois (PLG) vote sa fusion avec le Parti Radical Genevois (PRG).
Le 26 septembre 2012, les deux partis cantonaux vaudois, le « PLR.Les Radicaux » et le « PLR.Les Libéraux » votent leur fusion.
Dès lors, le PLS continue d'exister uniquement et ceci de façon statutaire dans le canton de Bâle-Ville où le Liberal-demokratische Partei est encore indépendant au niveau cantonal tout en étant une section membre du PLR fédéral.

## Positionnement politique
Le Parti libéral suisse et les diverses sections cantonales qui le composaient défendaient des positions fondamentalement libérales et humanistes, mettant l'homme au centre des considérations. Privilégiant la libre entreprise, l'économie privée, le contrôle des dépenses de l'État et la surveillance de sa gestion. Il mettait aussi l'accent sur l'importance de la formation et de l'éducation. Comme de nombreux partis de droite, il prônait une politique sécuritaire. Ses membres ont été pendant longtemps proches de l'Église protestante libre.
Il soutint activement l'entrée de la Suisse à l'ONU en 2002.
Selon le conseiller d'État vaudois libéral Philippe Leuba, « [h]istoriquement, les libéraux étaient fondamentalement différents des radicaux. Au contraire de ces derniers, qui considéraient l'État comme un soutien, nous nous méfions de l'action étatique, qui conduit selon nous tôt ou tard à une restriction des libertés ».

## Force électorale
Au niveau des instances fédérales, le parti libéral obtint sa première représentation au Conseil des États avec Monsieur Auguste Turrettini en 1866, pour le canton de Genève. Depuis et jusqu'en 1999, le parti a toujours été représenté au Conseil des États quasiment sans interruptions avec une large majorité de représentation pour le canton de Genève, suivi du canton de Vaud et enfin moindre du canton de Neuchâtel. Quant au Conseil National, le parti est présent depuis 1866, avec l'élection d'Albert Wessel comme premier député libéral à siéger à Berne. Depuis cette élection, le parti n'a cessé d'être présent dans l'hémicycle sous son nom jusqu'à la fusion avec le Parti radical-démocratique.
En 2008, avant sa fusion, au niveau cantonal, le parti libéral comptait 1 Conseiller d'État dans les cantons suivants Genève, Vaud, Neuchâtel et Bâle-Ville. Au même titre, le parti était représenté au parlement de ces cantons, ainsi qu'au parlement du canton du Valais. Par tradition, la section genevoise du parti est celle qui est la plus représentée et qui compte le plus grand nombre de députés en Suisse. Cette section avec les sections vaudoises et bâloises gardent jusqu'en 2013 un statut particulier ou les deux partis (PRD et PLS doivent coopérer. Au niveau vaudois, la fusion a créé le Mouvement Libéral-Radical.
En 1995, le PLS comptait 7 conseillers nationaux (2,7 %) et 2 conseillers aux États. Aux élections de 1999, il perd tous ses sièges au Conseil des États et n'en n'obtint plus aucun depuis, et dénombre 6 conseillers nationaux représentant 2,3 % des voix au Parlement. En 2003, avec 2,2 % des voix, il obtint 4 conseillers nationaux.
Plus à droite que le Parti radical-démocratique (PRD), le PLS comptait 4 conseillers nationaux depuis les élections d'octobre 2007 et formait un groupe parlementaire commun avec le PRD. Un rapprochement idéologique au niveau fédéral a conduisit à la création d'une structure commune le 25 juin 2005 : l'Union libérale radicale.
En octobre 2008, le PLS et le Parti radical-démocratique (PRD) se sont prononcés sur une fusion de leurs partis respectifs pour former le Parti libéral-radical suisse. Au moment de la fusion, le PLS était présidé par Pierre Weiss et comptait 10 000 membres.

### Résultats électoraux
| Année | %     | Conseil national | Conseil des États |
| ----- | ----- | ---------------- | ----------------- |
| 2007  | 1,9 % | 4 / 200          | 0 / 46            |
| 2003  | 2,2 % | 4 / 200          | 0 / 46            |
| 1999  | 2,3 % | 6 / 200          | 0 / 46            |
| 1995  | 2,7 % | 7 / 200          | 2 / 46            |
| 1991  | 3,0 % | 10 / 200         | 3 / 46            |
| 1987  | 2,7 % | 9 / 200          | 3 / 46            |
| 1983  | 2,8 % | 8 / 200          | 3 / 46            |
| 1979  | 2,8 % | 8 / 200          | 3 / 46            |
| 1975  | 2,5 % | 6 / 200          | 1 / 46            |
| 1971  | 2,2 % | 6 / 200          | 2 / 46            |
| 1967  | 2,3 % | 6 / 200          | 3 / 46            |
| 1963  | 2,2 % | 6 / 200          | 3 / 46            |
| 1959  | 2,3 % | 5 / 200          | 3 / 46            |
| 1955  | 2,2 % | 5 / 200          | 3 / 46            |
| 1951  | 2,6 % | 5 / 200          | 3 / 46            |
| 1947  | 3,2 % | 7 / 200          | 2 / 46            |
| 1943  | 3,2 % | 8 / 200          | 2 / 46            |
| 1939  | 1,7 % | 6 / 200          | 2 / 46            |
| 1935  | 3,3 % | 6 / 200          | 2 / 46            |
| 1931  | 2,9 % | 6 / 200          | 1 / 46            |
| 1928  | 3,0 % | 6 / 200          | 1 / 46            |
| 1925  | 3,0 % | 7 / 200          | 1 / 46            |
| 1922  | 4,0 % | 10 / 200         | 1 / 46            |
| 1919  | 3,8 % | 9 / 200          | 2 / 46            |
| 1917  | 4,9 % | 12 / 200         | 2 / 46            |
| 1914  | 7,4 % | 16 / 200         | 2 / 46            |

## Désignations successives
- 1913-1961 : Parti libéral démocratique (PLD), en allemand : Liberaldemokratische Partei (LDP), en italien : Partito Liberal Democratico (PLD)
- 1961-1977 : Union libérale démocratique (ULD), en allemand : Liberaldemokratische Union (LDU), en italien : Unione Liberal Democratica (ULD)
- 1977-2009 : Parti libéral suisse (PLS), en allemand : Liberale Partei der Schweiz (LPS), en italien : Partito liberale svizzero (PLS), en romanche : Partida liberal-conservativa svizra (PLC)

## Conseillers fédéraux
Le parti a compté un seul membre au Conseil fédéral à ce jour : Gustave Ador.

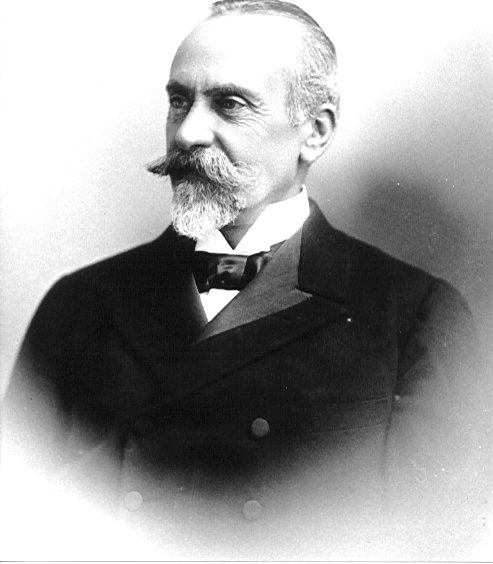
Gustave Ador 2 juillet 1917 au 31 décembre 1919

## Présidents
- 1946-1950 Raymond Deonna
- 1951-1955 René Helg
- 1956-1960 Jacques Chamorel
- 1972-1976 Louis Guisan
- 1989-1993 Claude Bonnard
- 1993-1997 François Jeanneret
- 1997-2002 Jacques-Simon Eggly
- 2002-2008 Claude Ruey
- 2008-2009 Pierre Weiss

## Niveau cantonal

### Bâle-Campagne
Le Parti libéral de Bâle-Campagne est fondé en 1974 seulement. Il décroche quelques sièges au Grand Conseil de ce canton, mais disparaît après 1987.

### Bâle-Ville
Le Parti libéral-démocratique (ou Parti libéral-démocrate) du canton de Bâle-Ville est fondé en 1905 par la bourgeoisie protestante et conservatrice. C'est le seul canton de Suisse alémanique où le Parti libéral parvient à jouer un rôle majeur. En 1957, il absorbe le Parti bourgeois progressiste créé en 1911 par des dissidents du Parti radical-démocratique. Bâle-Ville est désormais le seul canton où les partis radical et libéral n'ont pas fusionné, même si les deux font partie du Parti libéral-radical suisse.

### Fribourg
Le Parti libéral du canton de Fribourg est actif jusqu'à la fusion avec  le Parti radical-démocratique. Il a été présidé par Louis Gapany, Albert de Steiger, Bernard de Raemy, Jacques F. Michel.[réf. souhaitée]

### Genève
Le Parti libéral genevois est fondé en 1875 sous le nom de Parti démocratique. Il prend le nom de Parti national démocratique en 1935, puis de Parti libéral genevois en 1958. Il fusionne en 2011 avec le Parti radical-démocratique pour former le Parti libéral-radical genevois.[réf. souhaitée]

### Neuchâtel
Le Parti libéral neuchâtelois est fondé en 1873 sous le nom d'Association démocratique libérale. Il obtient son premier siège au gouvernement cantonal en 1898. En 1981, le Parti libéral fusionne avec le Parti progressiste national (PPN) et prend le nom de Parti libéral - PPN. En 2008, le Parti libéral - PPN et le Parti radical-démocratique fusionnent pour former le Parti libéral-radical neuchâtelois.

### Schaffhouse
Une Association libérale est fondée dans le canton de Schaffhouse en 1905. En 1913, il prend le nom de Parti libéral-démocratique. En 1922, le Parti libéral-démocratique et l'Association évangélique sociale pour fonder la section schaffhousoise du Parti évangélique.

### Valais
Le Parti libéral valaisan est fondé en 1988. Il fusionne vingt ans plus tard avec le Parti radical-démocratique pour former le Parti libéral-radical valaisan.

### Vaud
Le Parti libéral vaudois obtient un siège au gouvernement du canton de Vaud en 1892 et joue un rôle majeur dans l'histoire du canton jusqu'à sa fusion avec le Parti radical-démocratique en 2012.